# Grand Prix-wegrace van Argentinië 1982
De Grand Prix-wegrace van Argentinië 1982 was de eerste race van het wereldkampioenschap wegrace-seizoen 1982. De races werden verreden op 28 maart 1982 op het Autódromo Oscar Alfredo Gálvez in Buenos Aires. 

## Algemeen

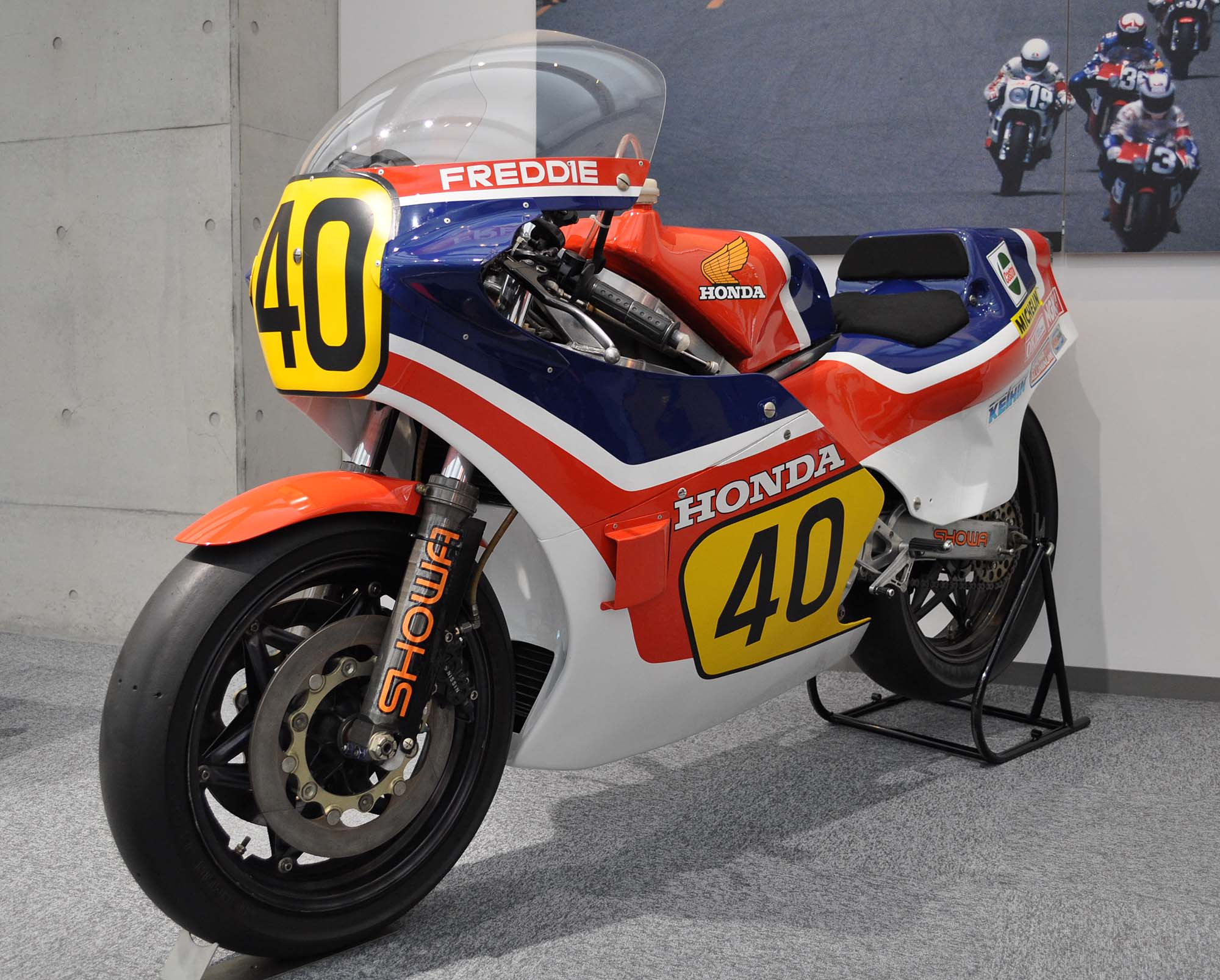
De Honda NS 500 debuteerde in Argentinië

In 1981 waren veel coureurs nog huiverig geweest om af te reizen naar Argentinië, met de slechte ervaringen van de GP van Venezuela in het achterhoofd. De organisatie was echter uitstekend gebleken. Toch gingen er begin 1982 geruchten dat de wedstrijden door geldgebrek niet door zouden gaan. Argentinië wist echter zelfs de 500cc-klasse te contracteren en toen tijdens het FIM-congres werd besloten in 1983 een Grand Prix aan Zuid-Afrika toe te kennen werd als eis gesteld dat de organisatie vergelijkbare vergoedingen aan de coureurs zou betalen als Argentinië deed. Hoewel er 50.000 toeschouwers waren (10.000 meer dan in 1981) vroeg Argentinië voor 1983 geen Grand Prix aan. 

## 500cc-klasse
In Argentinië debuteerden de Honda NS 500 driecilindertweetakten, na jarenlange problemen om de Honda NR 500-viertakt op enigszins behoorlijk niveau te krijgen. Met de NS 500 ging het meteen erg goed, vooral door de jonge Amerikaan Freddie Spencer, die de eerste drie ronden aan de leiding reed. Tegen het einde reden Kenny Roberts en Barry Sheene weg van Spencer, maar doordat ze moeite hadden met het inhalen van achterblijvers wist die toch weer aan te sluiten. De eerste drie finishten uiteindelijk binnen 1½ seconde. Randy Mamola was zeer slecht gestart maar wist 13 seconden goed te maken om tot op 2 seconden van het leidende trio te komen. Toen moest hij opgeven door een gebroken schakelstang. Voor Yamaha waren de eerste twee plaatsen een uitstekend resultaat, maar het debuut van de Honda's (derde, vijfde en zesde) was ook reden tot tevredenheid. De privérijders hadden het nakijken. Met zoveel fabrieksrijders was er geen eer te behalen en de beste privécoureur Boet van Dulmen werd slechts elfde. 

### Uitslag 500 cc
| Pos | Coureur            | Merk               | Tijd           | Grid           | Punten |
| --- | ------------------ | ------------------ | -------------- | -------------- | ------ |
| 1   | Kenny Roberts      | Yamaha             | 50:44.820      | 1              | 15     |
| 2   | Barry Sheene       | John Player-Yamaha | +0.670         | 5              | 12     |
| 3   | Freddie Spencer    | RSC-Honda          | +1.370         | 2              | 10     |
| 4   | Franco Uncini      | Gallina-Suzuki     | +5.660         | 7              | 8      |
| 5   | Marco Lucchinelli  | RSC-Honda          | +12.630        | 4              | 6      |
| 6   | Takazumi Katayama  | RSC-Honda          | +45.560        | 9              | 5      |
| 7   | Marc Fontan        | Sonauto-Yamaha     | +48.590        | 11             | 4      |
| 8   | Kork Ballington    | Kawasaki           | +55.800        | 10             | 3      |
| 9   | Jack Middelburg    | Ergon-Suzuki       | +1:21.060      | 8              | 2      |
| 10  | Loris Reggiani     | Gallina-Suzuki     | +2:05.610      | 16             | 1      |
| 11  | Boet van Dulmen    | Suzuki             | +1 ronde       | 16             |        |
| 12  | Bernard Fau        | Suzuki             | +1 ronde       | 12             |        |
| 13  | Graziano Rossi     | Marlboro-Yamaha    | +1 ronde       | 15             |        |
| 14  | Roberto Pietri     | Suzuki             | +1 ronde       | 14             |        |
| 15  | Philippe Coulon    | Suzuki             | +1 ronde       | 17             |        |
| 16  | Michel Frutschi    | Sanvenero          | +1 ronde       | 24             |        |
| 17  | Sergio Pellandini  | Suzuki             | +1 ronde       | 20             |        |
| 18  | Jon Ekerold        | Suzuki             | +1 ronde       | 23             |        |
| 19  | Guy Bertin         | Sanvenero          | +1 ronde       | 25             |        |
| 20  | Marco Greco        | Suzuki             | +2 ronden      | 26             |        |
| DNF | Randy Mamola       | HB-Suzuki          | Schakelstang 3 | Schakelstang 3 |        |
| DNF | Toni Mang          | Kawasaki           |                | 19             |        |
| DNF | Eduardo Alemán     | Yamaha             |                | 27             |        |
| DNF | Seppo Rossi        | Suzuki             |                | 22             |        |
| DNF | Virginio Ferrari   | HB-Suzuki          | Rem            | 21             |        |
| DNF | Giovanni Pelletier | Morbidelli         |                | 18             |        |
| DNF | Graeme Crosby      | HB-Yamaha          | Bougie         | 6              |        |
| DNS | Vincenzo Cascino   | Yamaha             |                | 28             |        |

## 350 cc-klasse
Net als in 1981 begon het seizoen voor Toni Mang slecht. Door een slecht afgestelde carburatie kwam hij na een ronde als tiende door, maar uiteindelijk viel hij uit door een defecte versnellingsbak. Carlos Lavado won overtuigend voor Jean-François Baldé, die weliswaar last had van een vastzittende gaskabel, maar dat niet als excuus wilde gebruiken. De Chevallier-Yamaha's van Didier de Radiguès en Eric Saul werden derde en vierde, maar wel op grote achterstand.

### Uitslag 350 cc
| Pos | Coureur             | Merk              | Tijd            | Punten          |
| --- | ------------------- | ----------------- | --------------- | --------------- |
| 1   | Carlos Lavado       | Yamaha            | 48:59.680       | 15              |
| 2   | Jean-François Baldé | Kawasaki          | +4.870          | 12              |
| 3   | Didier de Radiguès  | Chevallier-Yamaha | +50.050         | 10              |
| 4   | Eric Saul           | Chevallier-Yamaha | +51.360         | 8               |
| 5   | Jacques Cornu       | Yamaha            | +1:12.100       | 6               |
| 6   | Gustav Reiner       | Bimota-Yamaha     | +1 ronde        | 5               |
| 7   | Eduardo Alemán      | Yamaha            | +1 ronde        | 4               |
| 8   | Victorio Minguzzi   | Yamaha            | +1 ronde        | 3               |
| 9   | Fernando Cerdera    | Yamaha            | +2 ronden       | 2               |
| 10  | Harald Eckl         | Yamaha            | +2 ronden       | 1               |
| 11  | Vincenzo Cascino    | Yamaha            | +2 ronden       |                 |
| 12  | Yervant Samirdjian  | Yamaha            | +2 ronden       |                 |
| 13  | Pancracio Catania   | Yamaha            | +2 ronden       |                 |
| 14  | Oscar Foggia        | Yamaha            | +3 ronden       |                 |
| DNF | Toni Mang           | Kawasaki          | Versnellingsbak | Versnellingsbak |
| DNF | Graeme McGregor     | Yamaha            | Val             |                 |
| DNF | Patrick Fernandez   | Bartol-Bimota     | Val             |                 |
| DNF | Jeffrey Sayle       | Armstrong         |                 |                 |
| DNF | Tony Rogers         | Armstrong         | Val             |                 |
| DNF | Martin Wimmer       | Yamaha            | Vastloper       |                 |

## 125cc-klasse
Zoals verwacht werd de 125cc-race gewonnen door Ángel Nieto met zijn tot Garelli omgedoopte Minarelli, maar in het begin van de race reed Hans Müller met zijn privé-MBA aan de leiding. Hij viel echter steeds verder terug en stopte met een defecte krukas. Hugo Vignetti kon lang goed strijd leveren met Nieto, maar zijn motor werd zienderogen trager en uiteindelijk werd hij slechts zevende toen hij zijn afgeslagen motor over de streep duwde. Ricardo Tormo werd met de Sanvenero tweede en Willy Pérez werd in zijn thuisrace derde. August Auinger verspeelde een podiumplaats door een vergissing. Hij was in de veronderstelling dat de race was afgelopen toen er nog een ronde gereden moest worden en was zo verbaasd dat hij niet werd afgevlagd dat Pérez hem weer voorbij ging. 

### Uitslag 125 cc
| Pos | Coureur             | Merk       | Tijd      | Punten |
| --- | ------------------- | ---------- | --------- | ------ |
| 1   | Ángel Nieto         | Garelli    | 45:32.490 | 15     |
| 2   | Ricardo Tormo       | Sanvenero  | +2.320    | 12     |
| 3   | Willy Pérez         | MBA        | +28.770   | 10     |
| 4   | August Auinger      | Bartol-MBA | +29.000   | 8      |
| 5   | Iván Palazzese      | MBA        | +29.210   | 6      |
| 6   | Pier Paolo Bianchi  | Sanvenero  | +32.580   | 5      |
| 7   | Hugo Vignetti       | Sanvenero  | +1:05.120 | 4      |
| 8   | Eugenio Lazzarini   | Garelli    | +1:05.450 | 3      |
| 9   | Gerhard Waibel      | Seel-MBA   | +1:23.840 | 2      |
| 10  | Per-Edvard Carlsson | Bakker-MBA | +1:39.870 | 1      |
| 11  | Miguel Gonzales     | MBA        | +1 ronde  |        |
| 12  | Norberto Gatti      | MBA        | +1 ronde  |        |
| 13  | Oscar Recouso       | MBA        | +1 ronde  |        |
| 14  | José Luis Sosa      | MBA        | +2 ronden |        |
| 15  | Jean-Claude Selini  | MBA        | +2 ronden |        |
| 16  | Juan Bocoy          | MBA        | +2 ronden |        |
| 17  | Fabian Gonzales     | MBA        | +2 ronden |        |
| 18  | Antonio Barbosa     | Honda      | +3 ronden |        |
| DNF | Hans Müller         | MBA        | Krukas    |        |
| DNF | Henk van Kessel     | MBA        |           |        |

1960 · 1961 · 1962 · 1963 · 1981 · 1982 · 1987 · 1994 · 1995 · 1998 · 1999 · 2014 · 2015 · 2016 · 2017 · 2018 · 2019 · 2022 · 2023 · 2025